# Шкробы
Шкробы (укр. Шкроби) — село в Сереховичевской сельской общине Ковельского района Волынской области Украины.
До 2020 года входило в Старовыжевский район.
Код КОАТУУ — 0725085404. Население по переписи 2001 года составляет 251 человек. Почтовый индекс — 44432. Телефонный код — 3346. Занимает площадь 1,646 км².